# Оливия Нютън-Джон
Оливия Нютън-Джон (на английски: Olivia Newton-John) е английска и австралийска актриса и певица, внучка на известния физик, носител на Нобелова награда Макс Борн.
Особено популярна през 70-те години. 15 от нейните песни влизат в Billboard Hot 100, като 5 от тях достигат 1-во място.
Награждавана е 4 пъти с Грами. Има звезда на Алеята на славата. През 2006 г. Оливия Нютън-Джон е удостоена с най-голямата държавна награда на Австралия – австралийски орден.